# Porkura
Porkura (románul: Vălișoara, 1964-ig Porcurea) falu Romániában, Erdélyben, Hunyad megyében.

## Fekvése
Az Erdélyi-érchegységben, Algyógytól 26 kilométerre északnyugatra fekszik. A 705-ös megyei útról letérve nyolc kilométernyi földúton közelíthető meg.

## Lakossága
- 1785-ben 307 lakossal írták össze. Túlnyomó többségük (71 családfő) ortodox vallású volt, de öt évvel később tizenöt római és hat görögkatolikus lelket is találtak benne.[1]
- 1910-ben 478 lakosából 468 volt román és kilenc magyar anyanyelvű; 469 ortodox és hat zsidó vallású.
- 2002-ben 79 lakosából 78 volt román és egy magyar nemzetiségű; 73 ortodox, négy baptista és két unitárius vallású.

## Története
Az aranybányászat a 17. században kezdődött környékén. A falut először 1733-ban említették Porkureny, majd 1750-ben Porkure és 1760–62-ben Porkura néven, Hunyad vármegyében. 1742-ben a Kászoni családé volt. Ekkoriban bányáinak aranyhozama ingadozott és a helyiek csak idényszerűen művelték őket. Leghíresebb bányája, a Barbara-táró, a 18. század második felében és a 19. század elején állt állandó művelés alatt. A világon egyedülálló az itt található sötét ibolya színű ametiszt, amely a 18. század végén világszerte ismertté tette Porkura nevét. (Az ametiszten, termésaranyon és termésezüstön kívül előfordul tetraedrit, markazit, szfalerit, kvarc, pirit és kalkopirit is.) A későbbiekben többször próbálkoztak a bánya újranyitásával. A 19. század végén egy holland–francia tulajdonú cég, 1924-ben pedig az Almasel–Porkura Aranybánya Rt. tulajdonában állt. A falu nevét esztétikai okból változtatták a 'völgyecske' vagy 'patakocska' jelentésű maira (a porc disznót jelent), de máig az eredeti nevét használják.

## Látnivalók
- Ortodox fatemploma 1785-ben épült. Belsejét két szakaszban, közvetlenül az építés után és a 19. század elején festették ki.

## További információk

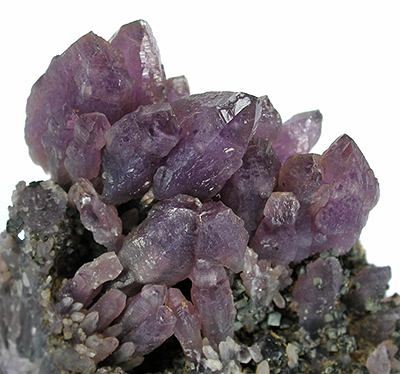
Sötét ibolyaszínű ametiszt Porkuráról